# 彼得拉
彼得拉（西班牙语）是西班牙巴利阿里群岛的一个市镇。总面积70平方公里，总人口1911人（2001年），人口密度27人/平方公里。